# The Black Album
| Críticas profissionais | Críticas profissionais |
| Avaliações da crítica  | Avaliações da crítica  |
| Fonte                  | Avaliação              |
| ---------------------- | ---------------------- |
| Allmusic               | [ 1 ]                  |
| Robert Christgau       | (A)                    |
| Entertainment Weekly   | (B+)                   |
| Los Angeles Times      | [ 4 ]                  |
| NME                    | (8/10)                 |
| Pitchfork Media        | (8.0/10)               |
| PopMatters             | (favorable)            |
| Rolling Stone          | [ 8 ]                  |
| Vibe                   | [ 9 ]                  |
| The Village Voice      | (favorable)            |

The Black Album é o oitavo álbum de estúdio lançado pelo rapper Jay-Z, em 2003. Este álbum está na lista dos 200 álbuns definitivos no Rock and Roll Hall of Fame. Foi promovido como seu último álbum, o que serviu como um tema recorrente, apesar de Jay-Z ter voltado a carreira solo em 2006 com Kingdom Come.
O álbum estreou no primeiro lugar da Billboard 200, vendendo 463,000 cópias na primeira semana. Produziu três singles que conseguiram sucesso nas paradas, incluindo os top 10 hits da Billboard Hot 100 "Change Clothes" e "Dirt Off Your Shoulder". Desde seu lançamento, The Black Album recebeu aclamação geral da crítica. The Black Album foi nomeado para um Grammy Award de Melhor Álbum de Rap em 2005, mas perdeu para o The College Dropout de Kanye West.

## Faixas
| #  | Título                                    | Performer(s) | Compositor(es)                                                                                                   | Produtor(es)                              | Samples |
| -- | ----------------------------------------- | --- | --- | ----------------------------------------- | --- |
| 1  | "Interlude"                               | Jay-Z | | Just Blaze                                | |
| 2  | "December 4th"                            | Jay-Z - Additional vocals by Gloria Carter                                                                                       | Shawn Carter Justin Smith Walter Boyd Elijah Powell                                                              | Just Blaze                                | - Contains sample from "That's How Long" written W. Boyd & E. Powell as performed by The Chi-Lites |
| 3  | "What More Can I Say"                     | Jay-Z - Additional vocals by Vincent "Hum V" Bostic                                                                              | Shawn Carter Roland Chambers A. Gonzalez S. Johnson Thom Bell Kenneth Gamble                                     | The Buchannans                            | - Contains sample from "Something For Nothing" as performed by MFSB - Contains sample from Gladiator |
| 4  | "Encore"                                  | Jay-Z - Additional vocals by Don Crawley, John Legend, Kanye West, LiL GEE, Dexter "Consequence" Mills, and Leonard "GLC" Harris | Shawn Carter Kanye West                                                                                          | Kanye West                                | - Contains a sample from "I Will" as performed by John Holt - Contains a sample from "Hopeless" as performed by Thick as Blood |
| 5  | "Change Clothes"                          | Jay-Z - Additional vocals by Danee Doty and Pharrell Williams                                                                    | Shawn Carter Chad Hugo Pharrell Williams                                                                         | The Neptunes                              | |
| 6  | "Dirt off Your Shoulder"                  | Jay-Z | Shawn Carter Tim Mosley                                                                                          | Timbaland                                 | |
| 7  | "Threat"                                  | Jay-Z - Additional vocals by Cedric the Entertainer                                                                              | Shawn Carter Patrick Douthit Robert Kelly                                                                        | 9th Wonder Jay-Z                          | - Contains sample from "A Woman's Threat" as performed by R. Kelly |
| 8  | "Moment of Clarity"                       | Jay-Z | Shawn Carter Marshall Mathers Luis Resto Steven King                                                             | Eminem Luis Resto (additional production) | |
| 9  | "99 Problems"                             | Jay-Z | Shawn Carter Rick Rubin Norman Landsberg William Squier John Ventura Leslie Weinstein Felix Pappalardi           | Rick Rubin                                | - Contains sample from "Long Red" as performed by Mountain - Contains sample from "The Big Beat" as performed by Billy Squier - Contains sample from "99 Problems" Written by T. Marrow & A. Henderson, performed by Ice-T - Contains sample from "Straight Outta Compton" as performed by N.W.A |
| 10 | "Public Service Announcement (Interlude)" | Jay-Z | Shawn Carter Justin Smith Ray Levin                                                                              | Just Blaze                                | - Contains sample from "Seed Of Love" as performed by Little Boy Blues |
| 11 | "Justify My Thug"                         | Jay-Z - Additional vocals by Sharlotte Gibson                                                                                    | Shawn Carter David Blake Ingrid Chavez Madonna Ciccone Lenny Kravitz Darryl McDaniels Larry Smith Joseph Simmons | DJ Quik                                   | - Contains sample from "Rock Box" as performed by Run DMC - Contains sample from "Justify My Love" as performed by Madonna |
| 12 | "Lucifer"                                 | Jay-Z | Shawn Carter Kanye West Max Smith Lee Perry                                                                      | Kanye West                                | - Contains sample from "I Chase The Devil" as performed by Max Romeo |
| 13 | "Allure"                                  | Jay-Z | Shawn Carter Chad Hugo Pharrell Williams                                                                         | The Neptunes                              | |
| 14 | "My 1st Song"                             | Jay-Z | Shawn Carter Nicholas McCarrell Germaín De La Fuente                                                             | Aqua, Joe "3H" Weinberger                 | - Contains sample from "Tu y Tu Mirar...Yo y Mi Canción" written by G. De La Fuente, as performed by The Los Angeles Negros - Contains sample from Notorious B.I.G. interview |